# ウィーデマン・フランツの法則
ウィーデマン・フランツの法則（英: Wiedemann–Franz law）は物理学の法則で、金属の熱伝導率 K と、電気伝導率 σ の比が温度に比例することを示したものである。ヴィーデマン・フランツ則とも。
すなわち金属の熱伝導率 K と電気伝導率 σ の比は温度 T に対して、
{\displaystyle {\frac {K}{\sigma }}=LT}
である。ここで比例定数 L は、ローレンツ数とよばれる定数で、理論的には
{\displaystyle L={\frac {K}{\sigma T}}={\frac {\pi ^{2}}{3}}\left({\frac {k_{\text{B}}}{e}}\right)^{2}=2.44\times 10^{-8}\,\mathrm {W\,\Omega \,K^{-2}} }
に等しい。ここで kB はボルツマン定数、 e は電気素量である。
この経験則は、1853年に金属が異なっても温度が同じであれば K / σ の値がほぼ同じであると報告したグスタフ・ヴィーデマンとルドルフ・フランツから名づけられた。 K / σ が温度に比例することは1872年にルードヴィヒ・ローレンツが発見した。
金属の場合、熱伝導と電気伝導の両方の大部分を自由電子が担うので、この関係が成り立っている。

## 導出
ウィーデマン・フランツ則の式は以下のように導くことができる。金属の電気伝導はよく知られた現象であり、自由伝導電子によるものである。電流密度 j は印加した電場に比例し、電気伝導率を係数としたオームの法則に従う (j = σ E) 。電場と電流密度はベクトルであるため、ここではオームの法則を太字で表す。電気伝導率は一般に2階のテンソル（3×3 行列）として表現できる。ここでは議論を等方的に制限し、スカラー電気伝導率とする。電気抵抗率は電気伝導率の逆数である。両方のパラメータが以下で用いられる。
1900年頃パウル・ドルーデは伝導現象（電子伝導、イオン伝導、熱伝導など）はほぼ一般化して説明できることに気づいた。伝導電子についての現象論的な説明は正しくないが、簡略的な取り扱いとすることができる。
ここでの仮定は固体中でも理想気体中のように電子が自由に動くことである。電場によって電子に印加される力は
{\displaystyle {\bar {F}}=-e\cdot {\bar {E}}=m\cdot {\frac {d{\bar {v}}}{dt}}}
であり、これにより加速度
{\displaystyle {\frac {d{\bar {v}}}{dt}}=-{\frac {e\cdot {\bar {E}}}{m}}}
を生む。しかしこのままでは電子の速度は無限大まで加速してしまう。さらなる仮定は電子がたまに障害物（欠陥やフォノンなど）にぶつかり、自由な運動が妨げられるということである。これにより電子の平均速度（流動速度）は Vd となる。流動速度は以下の関係式によって平均散乱時間と関連している。
{\displaystyle {\frac {d{\bar {v}}}{dt}}=-{\frac {e\cdot {\bar {E}}}{m}}-{\frac {1}{\tau }}\cdot v}

## 理論の限界
実験によれば、 L の値は概ね一定であるものの、すべての物質で正確に同じであるわけではない。キッテルでは L の値の範囲として0℃のCuにおける L = 2.23×10−8 WΩK−2 から100℃のWの L = 3.2×10−8 W Ω K−2 までが示されている。ローゼンバーグにはウィーデマン・フランツの法則は高温や低温（数ケルビン程度）では一般に正しいものの、中間的な温度では成り立たないと記されている。